# Missões diplomáticas da Guiné-Bissau

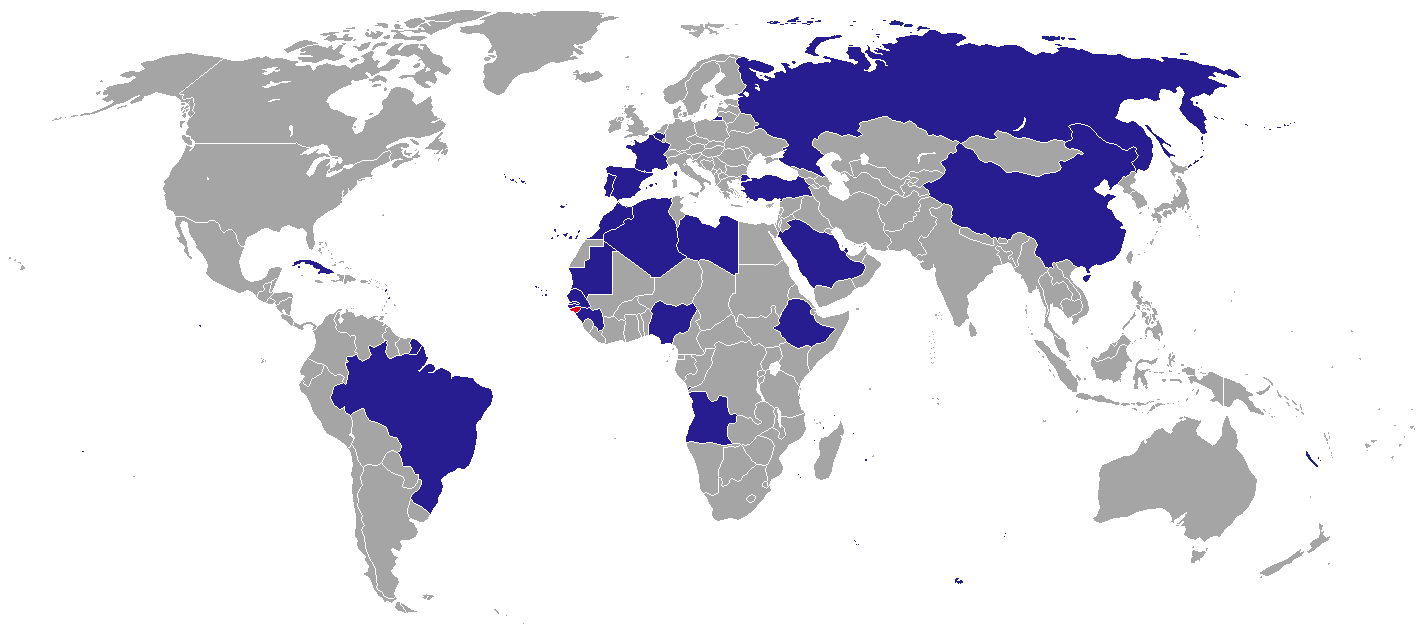
Missões diplomáticas da Guiné-Bissau

Este anexo lista as missões diplomáticas (embaixadas e consulados em outros países) da República de Guiné-Bissau, um país pobre da África Ocidental, colônia de Portugal até 1973, quando começou a ser assolado por golpes de estado e conflitos étnicos. Até 2005, trinta e dois anos depois da independência, Guiné-Bissau possuía missões em apenas dez países, sendo uma das nações mais diplomaticamente isoladas do mundo. Neste ano o recém-eleito presidente Nino Vieira decidiu aumentar as relações internacionais a fim de trazer um crescimento económico ao país. Tendo chegado a outros nove novos países até ser assassinado em 2009. Em 12 de abril de 2012, na véspera do início da campanha para a volta da eleição presidencial, militares ocuparam a rádio nacional, a sede do "Partido da Aliança de Independência", e atacaram com granadas a residência do primeiro-ministro em fim de mandato Carlos Gomes Júnior, instaurando um novo regime militar no país.

## África
- Angola
  - Luanda (Embaixada)
- Argélia
  - Argel (Embaixada)
- Cabo Verde
  - Praia (Embaixada)
- Etiópia
  - Addis Abeba (Embaixada)
- Gâmbia
  - Banjul (Embaixada)
- Guiné
  - Conakry (Embaixada)
- Líbia
  - Trípoli (Embaixada)
- Marrocos
  - Rabat (Embaixada)
  - Dakhla (Consulado-Geral)
- Mauritânia
  - Nuaquexote (Embaixada)
- Nigéria
  - Abuja (Embaixada)
- Senegal
  - Dakar (Embaixada)
  - Ziguinchor (Consulado-Geral)

## Américas
- Brasil
  - Brasília (Embaixada)
- Cuba
  - Havana (Embaixada)

## Ásia
- Arábia Saudita
  - Riade (Embaixada)
- Catar
  - Doha (Embaixada)
- China
  - Pequim (Embaixada)
- Turquia
  - Ancara (Embaixada)
  - Istambul (Consulado-geral)

## Europa
- Bélgica
  - Bruxelas (Embaixada)
- Espanha
  - Madrid (Embaixada)
- França
  - Paris (Embaixada)
- Portugal
  - Lisboa (Embaixada)
  - Albufeira (Consulado-Geral)
- Rússia
  - Moscou (Embaixada)

## Organizações Multilaterais
- Adis-Abeba (Missão Permanente junto da União Africana)
- Dakar (Missão Permanente junto da Comunidade Financeira Africana)
- Lisboa (Missão Permanente junto da Comunidade de Países de Língua Portuguesa)
- Nova Iorque (Missão Permanente junto das Nações Unidas)
- Paris (Missão Permanente junto da UNESCO)

## Galeria

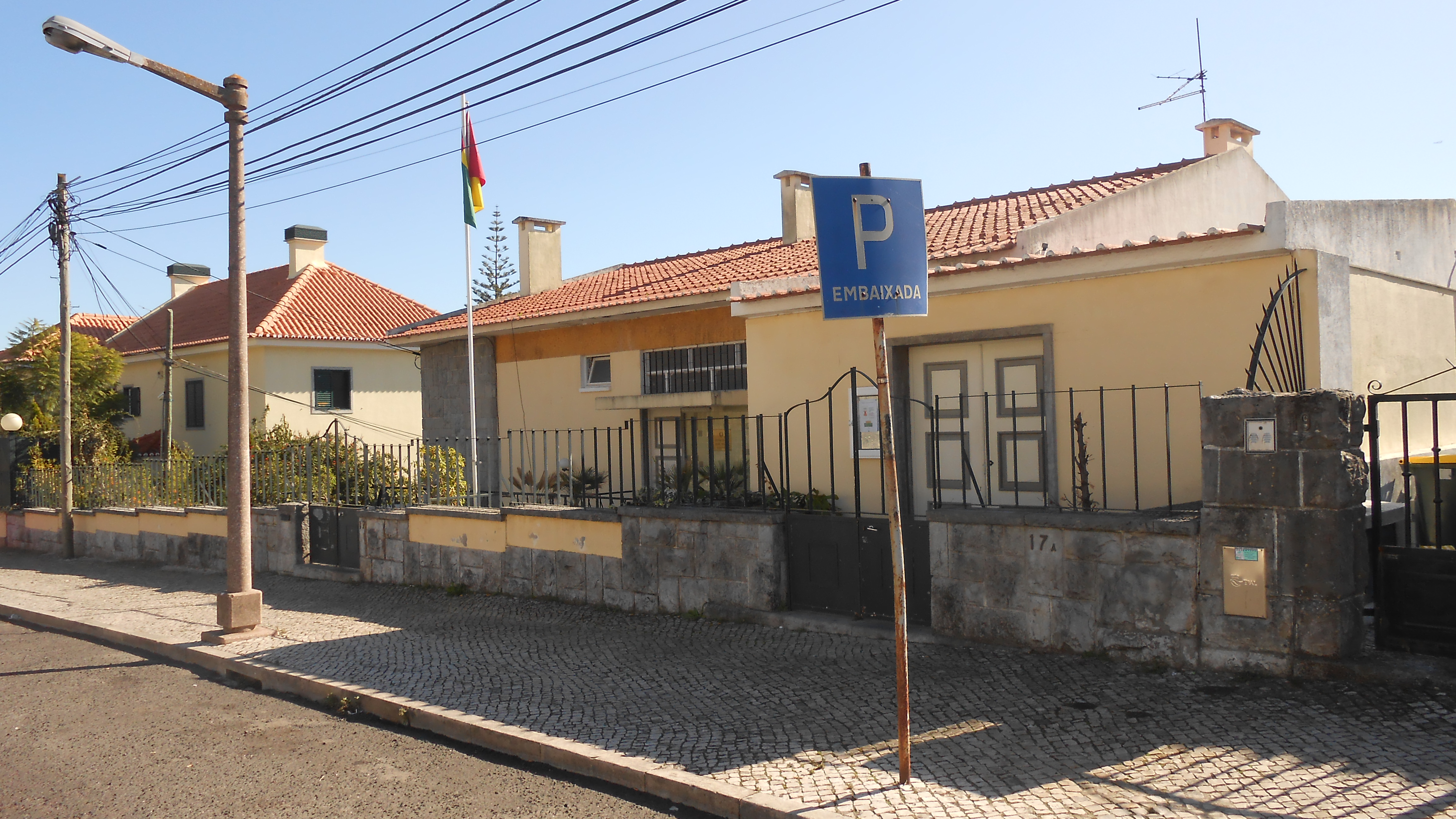
Embaixada em Lisboa
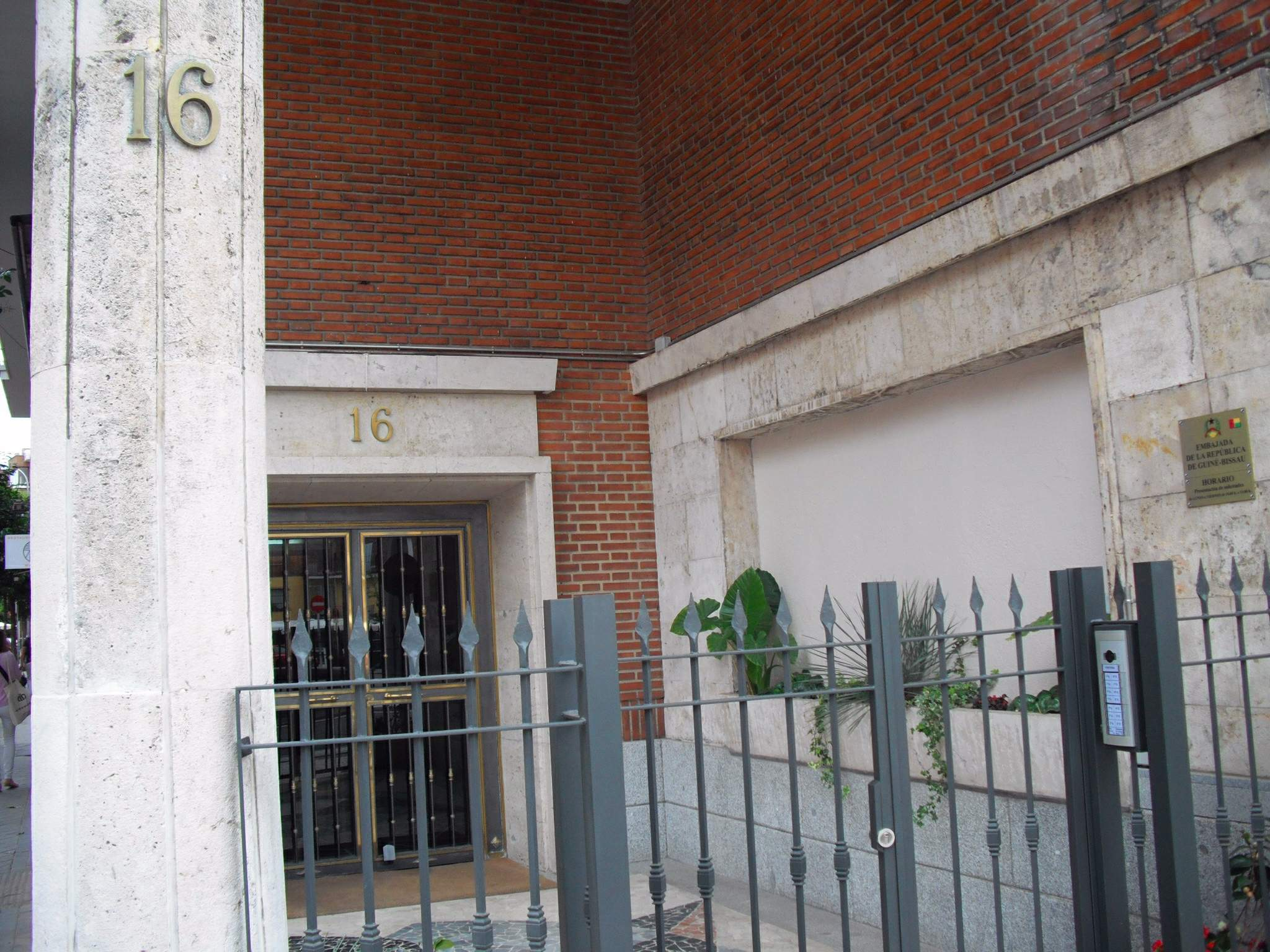
Embaixada em Madrid

## Ligações Externas
- Ministerio dos Negocios Estrangeiros da Guiné-Bissau